# MAN Lion's Intercity
MAN Lion's Intercity, eller bara Intercity, är en serie lågentré- och låggolvsbussar tillverkade av MAN Truck & Bus.
Första generation Intercity lanserades 2015 men börjades inte köras i Sverige förrän 2016 då Klippans Buss valde modellen för skoltrafik. Intercity är MAN:s version av Intercitybussar och är menade för längre rutter än deras stadsbussar Lion's City men inte menade för internationell trafik som Lion's Coach.
Andra generation kallas för Lion's Intercity LE, eller förkortningen NLI (New Lion's Intercity), och presenterades 2021. Modellen går att få med antingen dieseldrift och elektrisk drift. Modellen debuterade i Sverige 16 maj 2025 när Nobina satte sin första Intercity i trafik i södra Stockholm.